# Kampung Tangah
Kampung Tangah is een bestuurslaag in het regentschap Pariaman van de provincie West-Sumatra, Indonesië. Kampung Tangah telt 360 inwoners (volkstelling 2010).